# Casa Garbot
La Casa Garbot és una obra de la Vall de Boí (Alta Ribagorça) inclosa a l'Inventari del Patrimoni Arquitectònic de Catalunya.

## Descripció
Casa unifamiliar de tres pisos d'alçada i d'estructura molt irregular i allargades. S'observen moltes obertures de diferents etapes constructives.
Actualment donada la grandària de l'habitatge és destinada a segona residència. A part de l'edifici, cal destacar algun element originari, com bona part de les finestres.